# Lumpenopsis hypochroma
Lumpenopsis hypochroma is een straalvinnige vissensoort uit de familie van stekelruggen (Stichaeidae). De wetenschappelijke naam van de soort is voor het eerst geldig gepubliceerd in 1932 door Hubbs & Schultz.